# Affaire Julie
 (14 février 2021).
Le texte peut changer fréquemment, n’est peut-être pas à jour et peut manquer de recul. 
Le titre et la description de l'acte concerné reposent sur la qualification juridique retenue lors de la rédaction de l'article et peuvent évoluer en même temps que celle-ci.
L'affaire Julie est une affaire judiciaire française au cours de laquelle une adolescente, connue sous le pseudonyme de Julie, accuse vingt-deux pompiers de l'avoir violée entre 2008 et 2010, alors qu'elle était âgée de 13 à 15 ans et en situation de détresse psychologique. Au bout de dix ans de procédure, trois d'entre eux sont poursuivis, non pas pour « viol », mais pour « atteintes sexuelles », à la suite d'une requalification le 19 juillet 2019, validée en appel, du fait d'un « défaut de consentement […] insuffisamment caractérisé ». Cette décision intervient précisément au moment où la loi française évolue pour criminaliser les rapports sexuels entre un adulte et un mineur de moins de 15 ans.

## Faits
Lors des faits Julie a entre 13 et 15 ans, est psychologiquement fragile,, se trouve sous antidépresseurs, neuroleptiques, anxiolytiques, a des tendances autodestructrices et a fait plusieurs tentatives de suicides (elle en reste handicapée à 80 %,). Elle souffre également depuis ses 12 ans de crises de spasmophilie et de tétanie,.
L'histoire commence par un malaise vagal en classe qui met la victime en contact avec ses futurs agresseurs allégués, dont Pierre C. — qui viendra plus tard la chercher à son domicile. Il est accusé du premier viol allégué, lors d'une promenade au parc en solitaire avec la fille de 13 ans, viol qui aurait été suivi d'un viol en réunion — requalifié en agression sexuelle — sur lequel portent les poursuites judiciaires,,,.

## Suites judiciaires
La plainte dans laquelle Julie accuse plusieurs pompiers de viol est déposée en 2010, l'avocat de la partie civile est alors Jean Tamalet.
Julie indique avoir eu des rapports sexuels consentis avec plusieurs sapeurs-pompiers (la plupart travaillent à la caserne de Bourg-la-Reine, dans les Hauts-de-Seine) depuis le début de l'année 2009, notamment avec Pierre C. qui a transmis son numéro aux autres pompiers — « Chaque caserne a ses histoires de filles faciles. Ça fait partie du métier de pompier » témoigne un autre pompier. Plus de 130 interventions au domicile de la victime sont relevées entre 2008-2010.
L’instruction dure plus de huit ans avec quatre juges d’instruction, l'un organisera des confrontations entre Julie et ses agresseurs présumés sur deux jours. Lorraine Questiaux, la nouvelle avocate de la famille, estime que « C’est une grande cruauté et ça laisse transpirer un positionnement complètement à décharge [...] personne ne donnera de crédit à sa parole, on lui a à chaque fois fait comprendre que c’était sa faute. Cela saute aux yeux quand on voit les questions et les comportements des enquêteurs, des magistrats et des experts. »
Quatre pompiers, mis en cause pour « non-assistance à personne en péril » et soupçonnés d'avoir abandonné l'adolescente en pleine crise de spasmophilie, après que deux d'entre eux ont eu une relation sexuelle simultanée avec elle sur un parking, font l'objet d'un non-lieu car, selon le parquet « la notion de péril grave et imminent n’est nullement caractérisée ». Les autres ne sont pas inquiétés, bien qu'ils aient confirmé avoir eu des rapports sexuels avec la victime ; ils sont interrogés comme témoins puisque l'enquête considère que l'adolescente consentait aux rapports sexuels, en dépit de son âge et de son traitement.
Trois hommes âgés de 20 à 21 ans, Pierre C., Julien C. et Jérôme F. sont d'abord mis en examen pour « viol en réunion », requalifié en « atteinte sexuelle » par le tribunal de Versailles en juillet 2019 du fait d'un « défaut de consentement […] insuffisamment caractérisé »,,,. La requalification est confirmée le 12 novembre 2020 par la cour d'appel de Versailles.  C'est un déni de justice selon Corrine Leriche,, Laurence Rossignol,, et d'autres soutiens de Julie,,.
Corinne Leriche, mère de la victime, lance en décembre 2020 une pétition pour demander la requalification des faits en viol et se pourvoit en cassation,,. La Cour de cassation, qui rend son jugement en mars 2021, ne remet pas en cause la décision de renvoyer les sapeurs-pompiers devant le tribunal correctionnel pour « atteinte sexuelle sur une jeune fille de 14 ans », et non devant une cour d’assises pour « viol ». Mais l’arrêt de la chambre d’instruction est cassé sur deux points, qu'une nouvelle chambre de l’instruction devra étudier. D’une part, la cour estime que les magistrats ont écarté à tort la qualification de corruption de mineur aggravée par la minorité de 15 ans en n'ayant « pas recherché si les personnes incriminées avaient connaissance de ce que la victime était mineure, ce qui suffirait au regard de la loi à caractériser le délit ». D'autre part elle identifie une contradiction dans l’arrêt du 12 novembre 2020, qui ignore une conclusion selon laquelle « [une ces] personne mise en cause avait appris que la victime était âgée de 14 ans »,. Les avocates de Julie annoncent qu’elles vont déposer un recours devant la Cour européenne des droits de l’homme.
Les journalistes et avocats de la victime notent, que cette décision de la cour intervient juste après que les députés ont voté à l’unanimité une proposition de loi qui prévoit que tout rapport sexuel entre un adulte et un mineur de moins de 15 ans sera considéré comme un viol et passible de 20 ans de prison.
Du 15 au 16 octobre 2024, Pierre C., Julien C. et Jérôme F. comparaissent devant le tribunal correctionnel de Versailles pour atteintes sexuelles sur mineure. Le procès se déroule à huis clos à la demande de Julie et sa famille. Le parquet de Versailles requiert trois ans d'emprisonnement avec sursis contre Pierre C., douze mois contre Julien C. et la relaxe pour Jérôme F., faute de « preuve suffisante » d'un contact entre lui et la victime. Le 27 novembre 2024, le tribunal correctionnel de Versailles dépasse les réquisitions du ministère public en condamnant Pierre C. à quatre ans d'emprisonnement avec sursis et Julien C. à quinze mois.

## Crédibilité de la plaignante
Plusieurs éléments ayant trait à la crédibilité de Julie ont pesé dans les décisions rendues par la justice en 2019 et 2021 de ne pas poursuivre les accusés pour « viol » mais pour « atteintes sexuelles ».
Julie affirme tout d'abord avoir eu des rapports sexuels consentis avec plusieurs pompiers et entretenu une relation de plusieurs mois avec un des accusés.
En 2013, une première expertise psychiatrique décèle chez Julie de nombreux signes communs aux victimes d'agressions sexuelles, mais affirme qu'ils sont majoritairement « antérieurs aux faits allégués » et que « la pathologie présentée par Julie influe directement sur la fiabilité de son discours » avec une  « propension à la fabulation »  « pouvant mêler fantasmes et réalité ».
Fin 2014, Julie dénonce des SMS malveillants et de menaces qu'elle a reçus, mais l'enquête révèlera qu'elle se les est envoyés à elle-même.
En 2017, à la suite d'une autre plainte de Julie pour un viol dans le bois de Vincennes par deux inconnus, une seconde expertise rendue par un nouveau psychiatre conclut à un « grave trouble de la personnalité avec épisodes affabulatoires », « de nature à réduire sa capacité à représenter le réel ou le vécu » et « susceptible de réduire sa crédibilité ». Elle se serait également envoyé de nouveaux messages insultants et menaçants.
En 2018, Julie porte plainte pour de nouveaux faits de viols avec séquestration dans un parking par deux hommes, avant de reconnaitre devant le juge qu'elle a menti. Julie est poursuivi pour dénonciation calomnieuse, mais la procédure est classée sans suite en raison de la santé mentale de la jeune fille.
Sur la base de ces éléments, le juge motive sa décision dans l'ordonnance qu'il rend en 2019 : « Les déclarations de la jeune femme quant à son consentement ont fortement varié tout au long de la procédure; la mise en scène, pendant l'information, d'agressions fictives vient confirmer son extrême fragilité personnelle, et ne peut que conduire à la plus grande prudence quant à la sincérité de ses propos. »
Cette analyse a été confirmée par la cour d'appel en 2021, les trois magistrates de la chambre d'instruction réfutant également la question de la vulnérabilité de Julie et de la contrainte morale en arguant que « son comportement aguicheur, provocateur, entreprenant envers ses partenaires pompiers ne permet pas de déduire la contrainte morale de la seule différence d'âge entre Julie et les mis en cause » .

## Manifestations féministes et soutien
De nombreux collectifs et associations féministes  (tel que le Collectif national pour le droit des femmes) soutiennent Julie (par exemple, au moyen du hashtag #JusticePourJulie,,) et militent pour la mise en place d'un seuil d'âge qui criminaliserait toute relation sexuelle entre un majeur et un mineur de 15 ans ou moins,,,. Les manifestantes se rassemblent devant des tribunaux les samedi 6 et dimanche 7 février 2021, pour soutenir Julie et dénoncer la culture du viol,, une action répétée le week-end suivant. L'expertise psychiatrique (qui parlait d'hystérie et d'affabulations) est aussi critiquée.